# Сокольники (гміна)
Гміна Сокольники (пол. Gmina Sokolniki) — сільська гміна у центральній Польщі. Належить до Верушовського повіту Лодзинського воєводства.
Станом на 31 грудня 2011 у гміні проживало 4883 особи.

## Площа
Згідно з даними за 2007 рік площа гміни становила 80.02 км², у тому числі:
- орні землі: 64.00%
- ліси: 31.00%

Таким чином, площа гміни становить 13.89% площі повіту.

## Населення
Станом на 31 грудня 2011:
| Опис     | Загалом | Загалом | Чоловіки | Чоловіки | Жінки | Жінки |
| -------- | ------- | ------- | -------- | -------- | ----- | ----- |
| одиниця  | осіб    | %       | осіб     | %        | осіб  | %     |
| все      | 4883    | 100     | 2422     | 49.60    | 2461  | 50.40 |
| міське   | 0       | 100     | 0        |          | 0     |       |
| сільське | 4883    | 100     | 2422     | 49.60    | 2461  | 50.40 |

## Сусідні гміни
Гміна Сокольники межує з такими гмінами: Біла, Верушув, Ґалевіце, Лютутув, Частари.